# Unterseeboot 203
Le Unterseeboot 203 (ou U-203) est un sous-marin allemand (U-Boot) de type VII.C utilisé par la Kriegsmarine (marine de guerre allemande) pendant la Seconde Guerre mondiale

## Historique
Mis en service le 18 février 1941, l'Unterseeboot 203 effectue son temps initial d'entraînement à la 1. Unterseebootsflottille à Kiel en Allemagne jusqu'au 1er mai 1941, puis rejoint une unité de combat, toujours dans la 1. Unterseebootsflottille, à Brest.
Il réalise sa première patrouille, quittant le port de Kiel le 5 juin 1941 sous les ordres du Kapitänleutnant Rolf Mützelburg. Après 25 jours de mer et deux navires marchands coulés pour un total de 9 358 tonneaux, l'U-203 retourne à la base sous-marine de Saint-Nazaire qu'il atteint le 29 juin 1941.
L'Unterseeboot 203 a effectué neuf patrouilles dans lesquelles il a coulé 21 navires marchands pour un total de 94 270 tonneaux et a endommagé trois navires marchands pour un total de 17 052 tonneaux pour un total de 328 jours en mer.
Le 28 juillet 1941, l'U-Boot est attaqué par des charges de profondeur des corvettes britanniques HMS Rhododendron et HMS Fleur de Lys, dont il s'échappe sans dommage.
Le 26 septembre 1941, le HMS Larkspur lui lance 26 charges de profondeur après une attaque réussie de l'U-203 contre le convoi HG-73, sans lui causer de dommages.
Le 22 octobre 1941, un avion lance deux bombes sur l'U-203 dans l'Atlantique Nord, l'U-Boot déplore quelques dommages.
Le 11 novembre 1941 à 14 heures 15 minutes, dans le Golfe de Gascogne sur le chemin de retour de sa patrouille, un bombardier Lockheed Hudson britannique (RAF Squadron 53/D) lui lance quatre grenades sous-marines, endommageant un moteur et les ailerons de plongée arrière. L'U-Boot atteint Brest le lendemain.
Sa onzième patrouille commence à la base sous-marine de Brest le 3 avril 1943 sous les ordres du Kapitänleutnant Hermann Kottmann. Après 23 jours en mer, l'U-203 coule le 25 avril 1943 dans l'Atlantique Nord au sud du Cap Farvel au Groenland à la position 55° 05′ N, 42° 25′ O, par les charges de profondeur lancées d'un avion Fairey Swordfish du porte-avions d'escorte britannique HMS Biter (Squadron 811/L) et par le destroyer britannique HMS Pathfinder.
Dix des 48 membres d'équipage meurent dans ce naufrage.

## Affectations
- 1. Unterseebootsflottille du 18 février au 1er mai 1941 (entraînement)
- 1. Unterseebootsflottille du 1er mai 1941 au 25 avril 1943 (service actif)

## Commandements
- Kapitänleutnant Rolf Mützelburg (en) du 18 février 1941 au 11 septembre 1942
- Oberleutnant zur See Hans Seidel du 11 septembre au 20 septembre 1942
- Kapitänleutnant Hermann Kottmann du 21 septembre 1942 au 25 avril 1943

## Patrouilles
|       | Commandant              | Départ            | Départ        | Arrivée           | Arrivée       | Jours     | Succès    |
| ----- | ----------------------- | ----------------- | ------------- | ----------------- | ------------- | --------- | --------- |
| 1     | Kptlt. Rolf Mützelburg  | 5 juin 1941       | Kiel          | 29 juin 1941      | Saint-Nazaire | 25 jours  | 9 358     |
| 2     | Kptlt. Rolf Mützelburg  | 10 juillet 1941   | Saint-Nazaire | 31 juillet 1941   | Saint-Nazaire | 22 jours  | 5 321     |
| 3     | Kptlt. Rolf Mützelburg  | 20 septembre 1941 | Saint-Nazaire | 30 septembre 1941 | Brest         | 11 jours  | 7 632     |
| 4     | Kptlt. Rolf Mützelburg  | 18 octobre 1941   | Brest         | 12 novembre 1941  | Brest         | 26 jours  | 10 456    |
| 5     | Kptlt. Rolf Mützelburg  | 25 décembre 1941  | Brest         | 29 janvier 1942   | Brest         | 36 jours  | 2 865     |
| 6     | Kptlt. Rolf Mützelburg  | 12 mars 1942      | Brest         | 30 avril 1942     | Brest         | 50 jours  | 30 396    |
|       | Kptlt. Rolf Mützelburg  | 3 juin 1942       | Brest         | 4 juin 1942       | Lorient       | 2 jours   |           |
| 7     | Kptlt. Rolf Mützelburg  | 4 juin 1942       | Lorient       | 29 juillet 1942   | Brest         | 56 jours  | 32 985    |
| 8     | Kptlt. Rolf Mützelburg  | 27 août 1942      | Brest         | 18 septembre 1942 | Brest         | 23 jours  |           |
| 9     | Oblt. Hermann Kottmann  | 15 octobre 1942   | Brest         | 6 novembre 1942   | Lorient       | 23 jours  | 12 309    |
| 10    | Oblt. Hermann Kottmann  | 6 décembre 1942   | Lorient       | 7 janvier 1943    | Brest         | 33 jours  |           |
| 11    | Kptlt. Hermann Kottmann | 3 avril 1943      | Brest         | 26 avril 1943     | Coulé         | 23 jours  |           |
| Total | Total                   | Total             | Total         | Total             | Total         | 328 jours | 111 322 t |

Note : Oblt. = Oberleutnant zur See - Kptlt. = Kapitänleutnant

### Opérations Wolfpack
L'U-203 a opéré avec les Wolfpacks (meute de loups) durant sa carrière opérationnelle :
1. Schlagetot (20 octobre 1941 - 1er novembre 1941)
2. Raubritter (1er novembre 1941 - 5 novembre 1941)
3. Seydlitz (27 décembre 1941 - 7 janvier 1942)
4. Ziethen (7 janvier 1942 - 22 janvier 1942)
5. Iltis (6 septembre 1942 - 10 septembre 1942)
6. Streitaxt (20 octobre 1942 - 30 octobre 1942)
7. Raufbold (11 décembre 1942 - 22 décembre 1942)
8. Spitz (22 décembre 1942 - 31 décembre 1942)
9. Lerche (10 avril 1943 - 16 avril 1943)
10. Meise (16 avril 1943 - 22 avril 1943)
11. Specht (23 avril 1943 - 25 avril 1943)

## Navires coulés
L'Unterseeboot 203 a coulé 21 navires marchands pour un total de 94 270 tonneaux et a endommagé trois navires marchands pour un total de 17 052 tonneaux au cours des onze patrouilles (328 jours en mer) qu'il effectua.
| Date              | Navire                 | Pavillon    | Tonnage | Convoi | Fait      |
| ----------------- | ---------------------- | ----------- | ------- | ------ | --------- |
| 24 juin 1941      | Kinross                | Royaume-Uni | 4 956   | OB-336 | Coulé     |
| 24 juin 1941      | Soløy                  | Norvège     | 4 402   | HX-133 | Coulé     |
| 27 juillet 1941   | Hawkinge               | Royaume-Uni | 2 475   | OG-69  | Coulé     |
| 28 juillet 1941   | Lapland                | Royaume-Uni | 1 330   | OG-69  | Coulé     |
| 28 juillet 1941   | Norita                 | Suède       | 1 516   | OG-69  | Coulé     |
| 26 septembre 1941 | Avoceta                | Royaume-Uni | 3 442   | HG-73  | Coulé     |
| 26 septembre 1941 | Lapwing                | Royaume-Uni | 1 348   | HG-73  | Coulé     |
| 26 septembre 1941 | Varangberg             | Norvège     | 2 842   | HG-73  | Coulé     |
| 3 novembre 1941   | Empire Gemsbuck        | Royaume-Uni | 5 626   | SC-52  | Coulé     |
| 3 novembre 1941   | Everoja                | Royaume-Uni | 4 830   | SC-52  | Coulé     |
| 15 janvier 1942   | Catalina               | Portugal    | 632     |        | Coulé     |
| 17 janvier 1942   | Octavian               | Norvège     | 1 345   |        | Coulé     |
| 21 janvier 1942   | North Gaspe            | Canada      | 888     |        | Endommagé |
| 10 avril 1942     | San Delfino            | Royaume-Uni | 8 072   |        | Coulé     |
| 11 avril 1942     | Harry F. Sinclair, Jr. | USA         | 6 151   |        | Endommagé |
| 12 avril 1942     | Stanvac Melbourne      | Panama      | 10 013  |        | Endommagé |
| 14 avril 1942     | Empire Thrush          | Royaume-Uni | 6 160   |        | Coulé     |
| 26 juin 1942      | Pedrinhas              | Brésil      | 3 666   |        | Coulé     |
| 26 juin 1942      | Putney Hill            | Royaume-Uni | 5 216   |        | Coulé     |
| 28 juin 1942      | Sam Houston            | USA         | 7 176   |        | Coulé     |
| 9 juillet 1942    | Cape Verde             | Royaume-Uni | 6 914   |        | Coulé     |
| 11 juillet 1942   | Stanvac Palembang      | Panama      | 10 013  |        | Coulé     |
| 29 octobre 1942   | Hopecastle             | Royaume-Uni | 5 178   | SL-125 | Coulé     |
| 30 octobre 1942   | Corinaldo              | Royaume-Uni | 7 131   | SL-125 | Coulé     |